# Дзержонюв (гмина)
Дзержонюв (пол. Dzierżoniów) — сельская гмина (волость) в Польше, входит как административная единица в Дзержонювский повет, Нижнесилезское воеводство. Население 9461 человек (на 2004 год).

## Демография
| Перепись                       | Всего   | Всего | Женщины | Женщины | Мужчины | Мужчины |
| ------------------------------ | ------- | ----- | ------- | ------- | ------- | ------- |
| Единицы                        | человек | %     | человек | %       | человек | %       |
| Население                      | 9461    | 100   | 4805    | 50,8    | 4656    | 49,2    |
| Плотность населения (чел./км²) | 66,6    | 66,6  | 33,8    | 33,8    | 32,8    | 32,8    |

## Поселения
В гмине 15 солецтв:
1. Влуки
2. Доброцин
3. Йенджеёвице
4. Йодловник
5. Келчин
6. Ксёнжница
7. Мосциско
8. Мыслишув
9. Новизна
10. Овесно
11. Острошовице
12. Пилава-Дольна
13. Розточник
14. Тушин
15. Уцехув

Кроме того в гимну входят населённые пункты Альбинув, Боровица, Бышув, Вятрачин, Дембова-Гура, Доброцинек, Кетлице, Колачув, Марянувек, Мыслишув не имеющие статуса солецтв.

## Соседние гмины
1. Белява
2. Дзержонюв
3. Гмина Лагевники
4. Гмина Немча
5. Гмина Марциновице
6. Пешице
7. Пилава-Гурна
8. Гмина Свидница